# Сарасота
Сарасота (енгл. Sarasota) град је у америчкој савезној држави Флорида. По попису становништва из 2020. у њему је живело 54.842 становника.

## Демографија
Према попису становништва из 2010. у граду је живело 51.917 становника, што је 798 (1,5%) становника мање него 2000. године.
| Група             | 2000.          | 2010.          |
| Белци             | 36.786 (69,8%) | 34.052 (65,6%) |
| Афроамериканци    | 8.447 (16,0%)  | 7.844 (15,1%)  |
| Азијати           | 536 (1,0%)     | 691 (1,3%)     |
| Хиспаноамериканци | 6.283 (11,9%)  | 8.634 (16,6%)  |
| Укупно            | 52.715         | 51.917         |

## Партнерски градови
- Перпињан
- Тревизо
- Санто Доминго
- Хамилтон
- Мерида